# Tayfur Sökmen
Tayfur Sökmen (Antep, Imperi Otomà, 1892 - Istanbul, 3 de març de 1980) va ser l'únic President de l'Estat de Hatay entre el 5 de setembre de 1938 i el 23 de juliol de 1939.